# Katja Keller

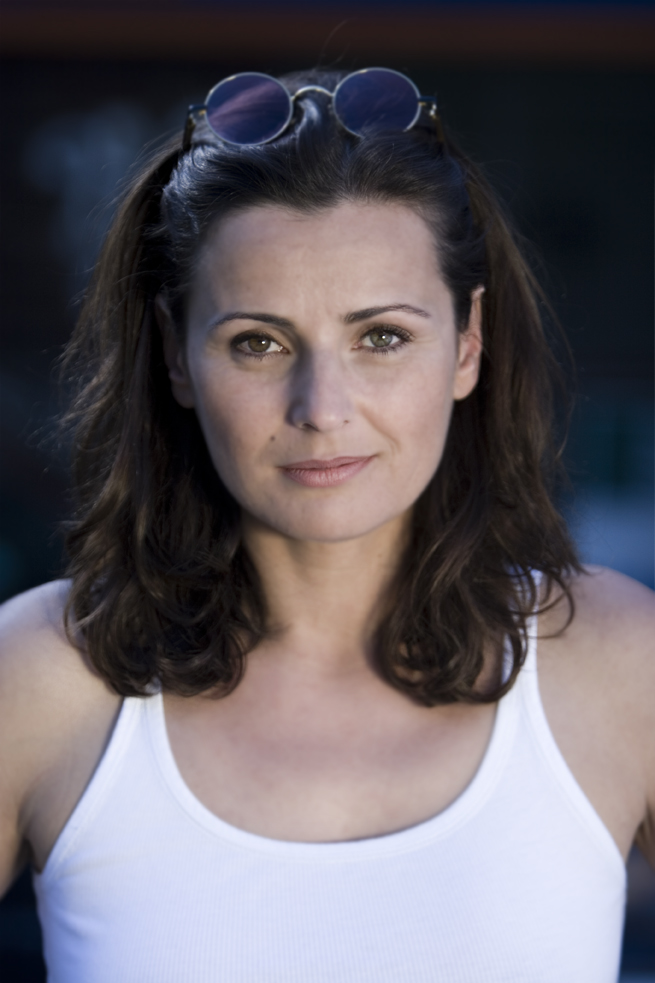
Katja Keller (2009)

Katja Keller (* 20. Juni 1970 in Bruchsal) ist eine deutsche Autorin, Schauspielerin, Schauspielcoach und Heilpraktikerin für Psychotherapie.

## Leben und Wirken
Katja Keller studierte von 1992 bis 1994 an der Stage School Hamburg Tanz, Gesang und Schauspiel.
1993 wurde Keller von Udo Lindenberg entdeckt, der ihr Album Coming Out (als Katja O. Kay) zusammen mit Frank Ramond produzierte. Weitere Veröffentlichungen mit unterschiedlichen Projekten folgten. Musikalisch arbeitete sie u. a. mit Andreas Herbig, Roland Spremberg, Lukas Hilbert und Pascal Kravetz zusammen. Außerdem arbeitete sie als Text-Beraterin und Autorin für Udo Lindenberg.
Von 1997 (Folge 699) bis 2002 (Folge 1868) verkörperte sie die Rolle der Sybille „Billi“ Vogt in der ARD-Fernsehserie Marienhof. Bis zum Jahr 2016 wirkte sie in einigen Film-und-Fernsehproduktionen mit.
2011 wurde sie Headcoach der ZDF-Serie Herzflimmern. Bis 2019 arbeitete sie als Schauspiel-Coach für die Bavaria-Fiction Sturm der Liebe sowie als Autorin und Songwriterin. Seitdem führt sie ihre eigene Praxis für systemische Therapie und Beratung in München.
Keller hat zwei Kinder und lebt in München.

## Filmografie
- 1997–2002: Marienhof (Fernsehserie, 893 Folgen)
- 1998: Alles wird gut (Kurzfilm)
- 2001–2009: Powder Park (Fernsehserie)
- 2005: SOKO Kitzbühel (Fernsehserie, 1 Folge)
- 2005: Es ist, was es ist (Kurzfilm)
- 2007: Damals (Kurzfilm)
- 2007–2009: SOKO München (Fernsehserie, 2 Folgen, verschiedene Rollen)
- 2008: Der Bulle von Tölz (Fernsehserie, 1 Folge)
- 2008: Unter Verdacht (Fernsehreihe, 1 Folge)
- 2009: Der Bergdoktor (Fernsehserie, 1 Folge)
- 2009: Aktenzeichen XY … ungelöst (Fernsehreihe, 1 Folge)
- 2010: Rock It!
- 2010–2017: Die Rosenheim-Cops (Fernsehserie, 3 Folgen, verschiedene Rollen)
- 2011: Hubert ohne Staller (Fernsehserie, 1 Folge)
- 2013: München 7 (Fernsehserie, 1 Folge)
- 2013: Familie inklusive
- 2014: Die Garmisch-Cops (Fernsehserie, 1 Folge)
- 2014: Peter Maffay – Nah bei mir (Musikvideo)
- 2016: Die Chefin (Fernsehserie, 1 Folge)